# 贝斯纳克
贝斯纳克（法語：Beyssenac，法語發音：[bɛsnak]）是法国科雷兹省的一个市镇，位于该省西部，和多尔多涅省接壤，属于布里夫拉盖亚尔德区。

## 地理
贝斯纳克（45°24'15"N, 1°17'10"E）面积18.3 平方千米，位于法国新阿基坦大区科雷兹省，该省份为法国中南部省份，北起上维埃纳省和克勒兹省，西接多爾多涅省，南至洛特省，东临多姆山省和康塔爾省。
与贝斯纳克接壤的市镇（或旧市镇、城区）包括：阿尔纳克蓬帕杜、孔塞兹、圣于连勒旺多穆瓦、塞居尔堡、派扎克、圣西莱尚帕盖。

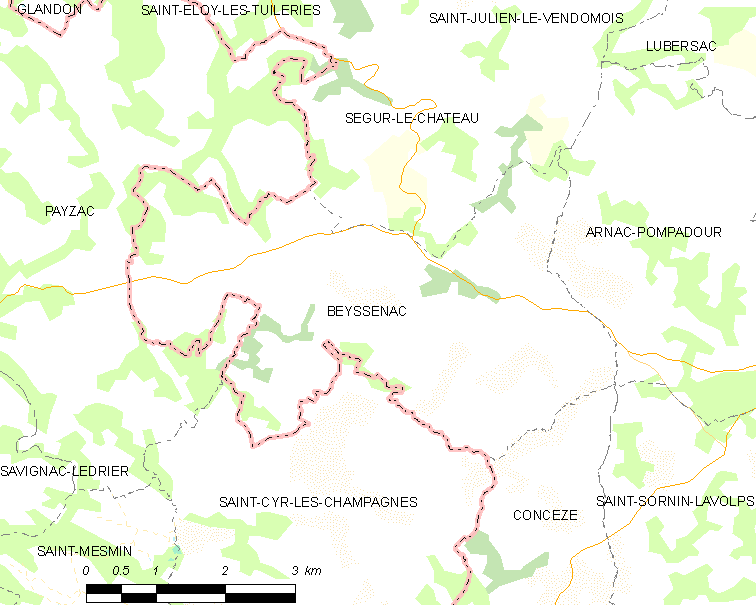
贝斯纳克的OSM定位图

贝斯纳克的时区为UTC+01:00、UTC+02:00（夏令时）。

## 行政
贝斯纳克的邮政编码为19230，INSEE市镇编码为19025。

## 政治
贝斯纳克所属的省级选区为于泽什县。

## 人口

1962-2008年间贝斯纳克人口变化图示

贝斯纳克于2022年1月1日时的人口数量为356人。